# Marshall (Minnesota)
Marshall ist eine Stadt (mit dem Status „City“) und Verwaltungssitz des Lyon County im Südwesten des US-amerikanischen Bundesstaates Minnesota. Das U.S. Census Bureau hat bei der Volkszählung 2020 eine Einwohnerzahl von 13.628 ermittelt. Sowohl die Southwest Minnesota State University als auch der Hauptsitz der Schwan Food Company befinden sich in Marshall. Benannt ist die Stadt nach ehemaligen Gouverneur von Minnesota William Rainey Marshall.

## Geografie
Marshall liegt beiderseits des Redwood River auf 44°26′49″ nördlicher Breite und 95°47′18″ westlicher Länge. Die Stadt erstreckt sich über 26,11 km².
Benachbarte Orte von Marshall sind Green Valley (11,3 km nordnordöstlich), Milroy (21,4 km östlich), Russell (21,7 km südwestlich), Ghent und Ghent (10,7 km nordwestlich).
Die nächstgelegenen größeren Städte sind Minneapolis (240 km ostnordöstlich), Minnesotas Hauptstadt Saint Paul (252 km in der gleichen Richtung), Rochester (316 km ostsüdöstlich), Sioux Falls in South Dakota (144 km südwestlich) und Fargo in North Dakota (326 km nordnordwestlich).

## Verkehr
Durch Marshall führt der U.S. Highway 59, der im Stadtgebiet auf die Minnesota State Routes 19, 23 und 68 trifft. Alle weiteren Straßen innerhalb von Marshall sind untergeordnete Fahrwege oder innerstädtische Verbindungsstraßen.
Parallel zum MN 23 verläuft eine Eisenbahnlinie der BNSF Railway, der zweitgrößten Eisenbahngesellschaft des Landes.
Der Southwest Minnesota Regional Airport befindet sich im Westen des Stadtgebiets von Marshall. Der nächste Großflughafen ist der Minneapolis-Saint Paul International Airport (238 km ostnordöstlich).

## Demografische Daten
Nach der Volkszählung im Jahr 2010 lebten in Marshall 13.680 Menschen in 5394 Haushalten. Die Bevölkerungsdichte betrug 523,9 Einwohner pro Quadratkilometer. In den 5394 Haushalten lebten statistisch gesehen je 2,36 Personen.
Nach Hautfarben setzte sich die Bevölkerung zusammen aus 86,8 Prozent Weißen, 4,0 Prozent Afroamerikanern, 0,6 Prozent amerikanischen Ureinwohnern, 3,0 Prozent Asiaten sowie 3,6 Prozent aus anderen ethnischen Gruppen; 2,0 Prozent stammten von zwei oder mehr Bevölkerungsgruppen ab. Unabhängig von der Hautfarbe waren 7,8 Prozent der Bevölkerung Hispanics. Nach Abstammung stellen Deutsche mit 43,8 % die größte Gruppe, ferner sind 16,9 % Norweger, 9,3 % Iren, 6,0 % Belgier, 5,5 % Briten und 5,2 % Schweden.
22,6 Prozent der Bevölkerung waren unter 18 Jahre alt, 66,0 Prozent waren zwischen 18 und 64 und 11,4 Prozent waren 65 Jahre oder älter. 50,5 Prozent der Bevölkerung waren weiblich.

Das mittlere jährliche Einkommen eines Haushalts lag bei 43.234 USD. Das Pro-Kopf-Einkommen betrug 23.404 USD. 18,3 Prozent der Einwohner lebten unterhalb der Armutsgrenze.

## Bekannte Bewohner
- John Ely Burchard (1898–1975) – Architekturkritiker und -historiker
- Marvin Schwan – Gründer der Schwan Food Company – deutscher Einwanderer, der in Marshall lebte und wirkte
- Steve Zahn (* 1967) – Schauspieler – in Marshall geboren
- Trey Lance (* 2000) – American-Football-Spieler – in Marshall geboren und aufgewachsen